# Děčín
Děčín (tyska: Tetschen) är en stad i regionen Ústí nad Labem i nordvästra Tjeckien, vid floden Labe (Elbe), nära tyska gränsen. Děčín har 49 739 invånare (2016).

## Historia

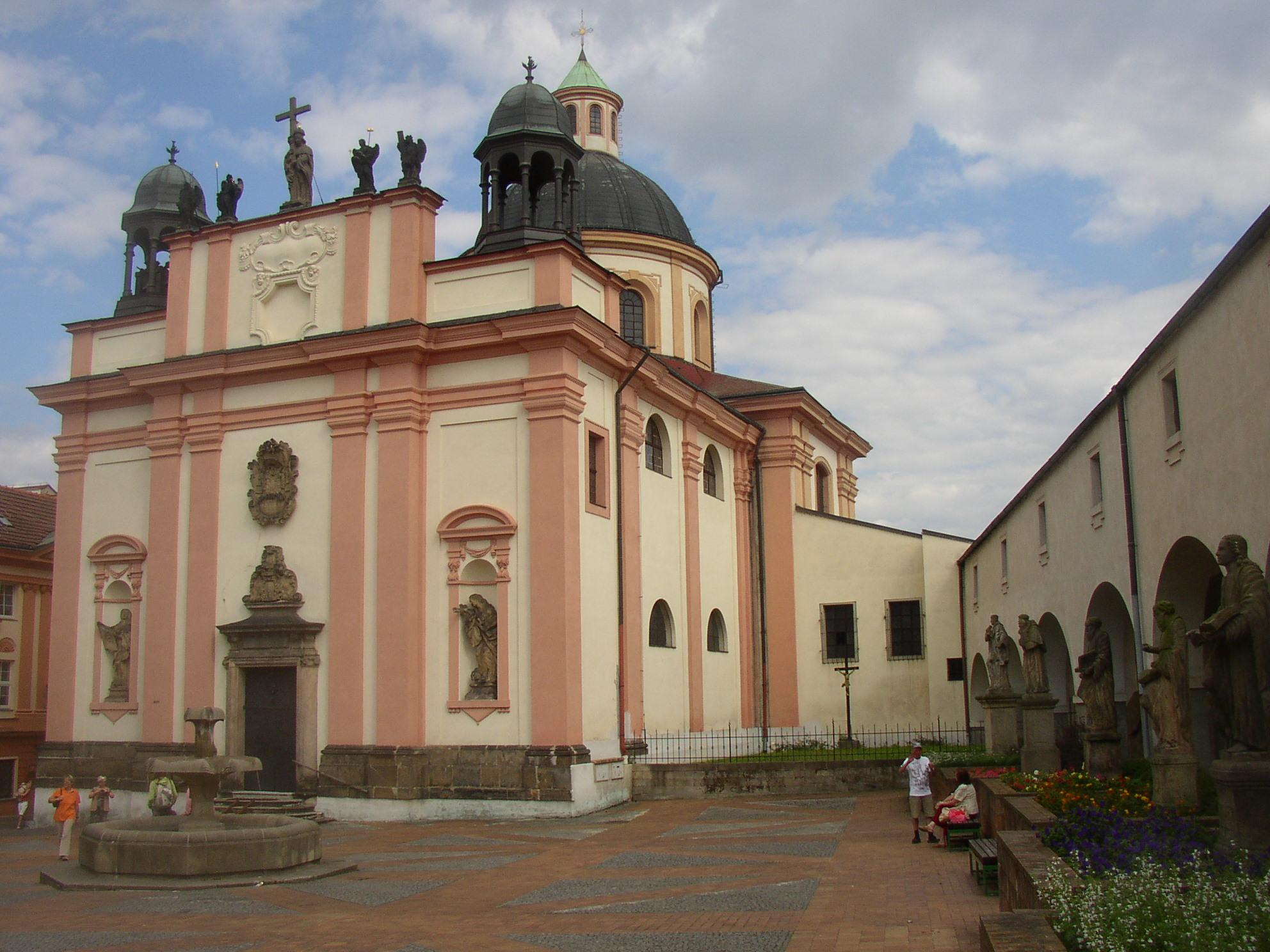
Heliga Korsets kyrka i Děčín

Platsen har varit bebodd sedan 800-talet. Staden domineras av 1700-talsslottet som är beläget på en 50 meter hög klippa. I den gamla stadsdelen finns många vackra barock- och renässansbyggnader. Staden hade fram till andra världskriget en tysk prägel.

## Ekonomi
Děčín är en järnvägsknutpunkt och viktig flodhamn. Staden har metallindustri, produktion av papper, textilier och kemikalier.